# Religieuses de la Vierge Marie
Les Religieuses de la Vierge Marie (latin : Congregatio Sororum a Beata Maria Virgine) est une congrégation religieuse enseignante de droit pontifical. C'est la 1re congrégation autochtone fondée aux Philippines,.

## Histoire
En 1684, Ignacia du Saint Esprit fonde un beaterio à Manille (les Philippines sont alors sous domination de la monarchie catholique espagnole). Paul Clain, un prêtre missionnaire jésuite aide Ignacia pour la fondation. C'est pour cette raison que dès les origines, les religieuses sont chargés de préparer les exercices spirituels pour les femmes. Elles accueillent également des femmes âgées et abandonnées. Plus tard, elles ajoutent l'éducation des jeunes à leurs activités. L'institut est reconnu de droit diocésain en 1732 par Juan Ángel Rodríguez, O.SS.T, archevêque de Manille et Ferdinand VI accorde sa protection en 1755.
Après l'expulsion des Jésuites d'Espagne et ses colonies (1767), la communauté passe sous la direction du clergé séculier. Elle collabore de nouveau avec la Compagnie de Jésus après leur retour aux Philippines en 1859, ouvrant les écoles et se consacrant à l’éducation des femmes libérées de l’esclavage. Elles servent comme infirmières lors de la Révolution philippine (1896-1898) contre la domination espagnole. L'institut reçoit le décret de louange en 1931 et l'approbation définitive de ses constitutions en 1944.

## Activités et diffusion
Les sœurs se consacrent à l'enseignement et à la formation des jeunes ; elles organisent aussi des exercices spirituels pour les laïcs et les religieux. 
La maison-mère est située à Quezon City.
En 2017, la congrégation comptait 727 sœurs dans 197 maisons.